# Дерево для черевиків
«Дерево для черевиків» (італ. L'albero degli zoccoli) — італійська кінодрама 1978 року режисера Ерманно Ольмі знята за його сценарієм. Фільм був внесений до списку 100 італійських фільмів, які потрібно зберегти (італ. 100 film italiani da salvare) від післявоєнних до вісімдесятих років.

## Сюжет
Фільм описує життя кількох селянських родин на фермі в Ломбардії в Італії у кінці ХІХ століття. Місцевий священик виявив, що в одній з родин, сім'ї Батісті, їх син Менек дуже розумна дитина і переконав батьків щоб він ходив до школи замість того, щоб допомагати їм у господарстві. Щодня хлопчик проходить декілька кілометрів до школи і потім повертається назад. Одного дня у нього зламалася підошва дерев'яного черевика, але у них немає грошей, щоб купити нові. Що ж зробить батько хлопчика?

## Ролі виконують
- Луїджі Орнаґі — Батісті
- Франческа Моріджі — Батістіна
- Омар Бріньолі — Менек
- Антоніо Ферарі — Туні
- Тереза Брешаніні — вдова Рунк
- Карло Рота — Пеппіно

## Навколо фільму
- У фільмі грають справжні селяни з провінції Бергамо, в Італії, без будь-якого акторського досвіду.
- Перший і єдиний фільм знятий повністю на бергамському діалекті.

## Нагороди
- 1978 Премія Каннського кінофестивалю:
  -  Золота пальмова гілка — Ерманно Ольмі
  - приз екуменічного журі — Ерманно Ольмі
- 1979 Національна кінопремія Франції Сезар :
  - найкращий фільм іноземною мовою — Ерманно Ольмі
- 1979 Премія Давида ді Донателло [1]:
  - за найкращий фільм — Ерманно Ольмі, разом з «Христос зупинився в Еболі» (Cristo si è fermato a Eboli, 1979) і «Забути Венецію» (Dimenticare Venezia, 1979)
- 1979 Премія «Срібна стрічка» Італійського національного синдикату кіножурналістів:
  - премія «Срібна стрічка» за найкращий сюжет — Ерманно Ольмі
  - премія «Срібна стрічка» за найкращий сценарій — Ерманно Ольмі
  - Премія «Срібна стрічка» за найкращу режисерську роботу — Ерманно Ольмі
  - премія «Срібна стрічка» найкращому операторові — Ерманно Ольмі
  - премія «Срібна стрічка» за найкращі костюми — Франческа Зукеллі
  - премія «Срібна стрічка» за найкращу сценографію — Луїджі Скаченоче
- 1979 Премія Спільноти кінокритиків Нью Йорка, (США):
  - за найкращий фільм іноземною мовою[en]
- 1979  Премія Національної ради кінокритиків США:
  - найкращі п’ять іноземних фільмів[en], номер 5
- 1979 Нагорода Товариства кінокритиків Канзас-Сіті[de] (США):
  - за найкращий іноземний фільм[de]
- 1980 Премія БАФТА, Британської академії телебачення та кіномистецтва:
  - за найкращий документальний фільм[en]